# Faulenberg

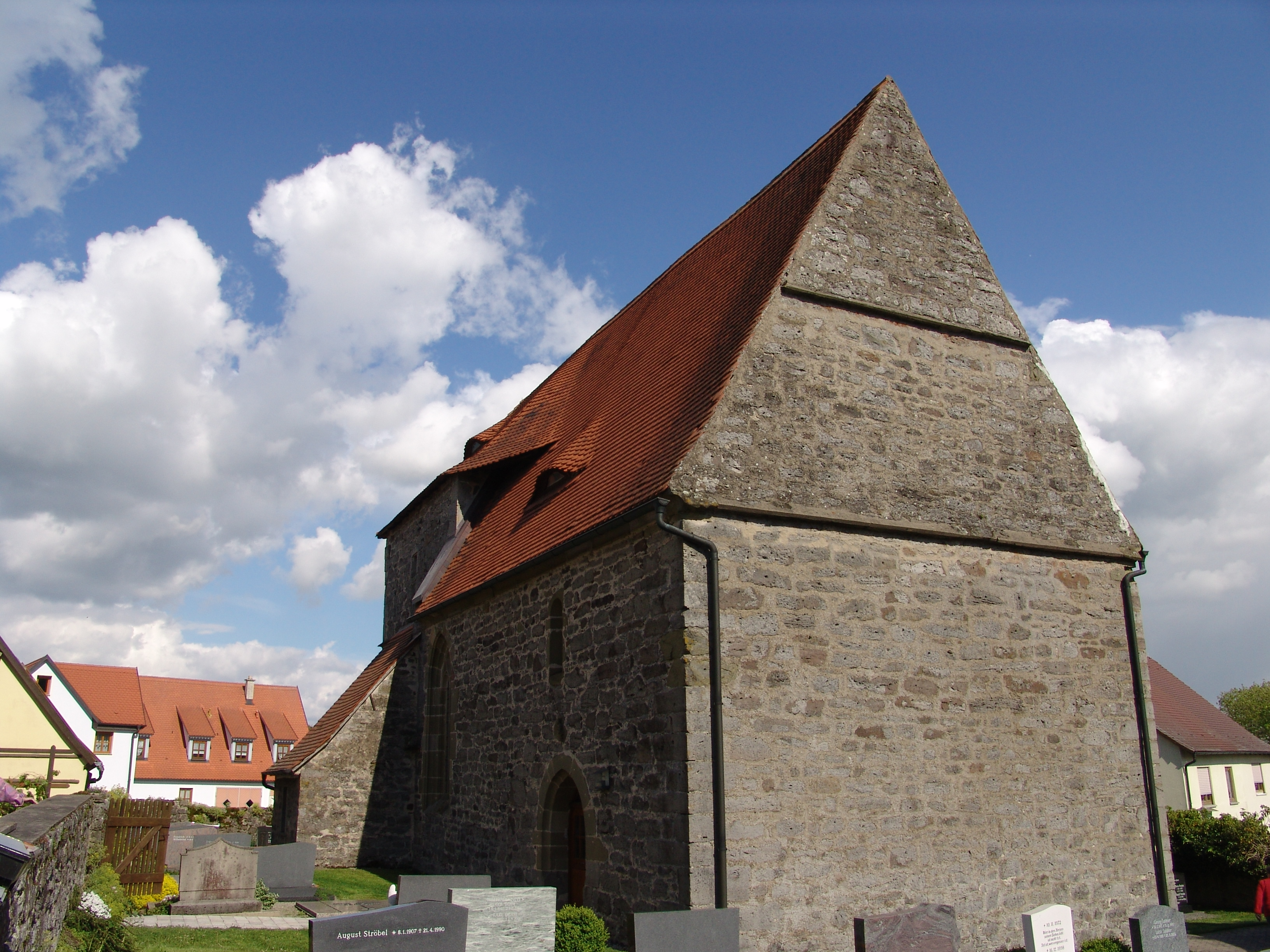
St. Sixtus

Faulenberg ist ein Gemeindeteil der Stadt Schillingsfürst im Landkreis Ansbach (Mittelfranken, Bayern). Die Gemarkung Faulenberg hat eine Fläche von 7,490 km². Sie ist in 535 Flurstücke aufgeteilt, die eine durchschnittliche Fläche von 13.999,86 m² haben. In ihr liegen neben dem namensgebenden Ort die Gemeindeteile Neuweiler, Obermühle und Wohnbach.

## Geographie
Das Pfarrdorf liegt etwa drei Kilometer nordwestlich der Stadtmitte von Schillingsfürst auf einer Hochfläche der Frankenhöhe kurz vor deren Westabfall, über dem oberen Taleinschnitt des Faulenberggrabens im Süden, der von rechts in den rechten Tauber-Zufluss Wohnbach mündet. Die Kreisstraße AN 7 führt nach Diebach (3,2 km westlich) bzw. nach Neuweiler (1 km östlich). Eine Gemeindeverbindungsstraße führt nach Rödersdorf (2,7 km nördlich).

## Geschichte
Im 16-Punkte-Bericht des brandenburg-ansbachischen Oberamts Colmberg aus dem Jahr 1608 wurden für Faulenberg 13 Mannschaften verzeichnet. Grundherren waren das Klosterverwalteramt Sulz (2 Anwesen), das Stiftsamt Ansbach (1 Anwesen), die Reichsstadt Rothenburg (7 Anwesen) und das hohenlohische Amt Schillingsfürst (3 Anwesen). Das Hochgericht übte das Vogtamt Colmberg aus. Im 16-Punkte-Bericht des Oberamts Colmberg aus dem Jahr 1681 sind für Faulenberg die Zahl der Mannschaften und die grundherrschaftlichen Verhältnisse unverändert. Durch Vertrag wurde das Hochgericht 1710 an Hohenlohe-Schillingsfürst abgetreten.
Mit dem Gemeindeedikt (frühes 19. Jahrhundert) wurde Faulenberg dem Steuerdistrikt Bellershausen zugeordnet. Wenig später entstand die Ruralgemeinde Faulenberg mit den Orten Neuweiler, Obermühle und Wohnbach. Sie war in Verwaltung und Gerichtsbarkeit dem Herrschaftsgericht Schillingsfürst zugeordnet (1840 in das Landgericht Schillingsfürst umgewandelt) und in der Finanzverwaltung dem Rentamt Colmberg. Ab 1824 gehörte Faulenberg zum Rentamt Rothenburg ob der Tauber (1919 in Finanzamt Rothenburg ob der Tauber umbenannt). Ab 1862 übernahm das neu gebildete Bezirksamt Rothenburg ob der Tauber die Verwaltung (1939 in Landkreis Rothenburg ob der Tauber umbenannt). In der Gerichtsbarkeit blieb das Landgericht Schillingsfürst zuständig (1879 in Amtsgericht Schillingsfürst umbenannt), von 1928 bis 1973 war es das Amtsgericht Rothenburg ob der Tauber. Die Gemeinde hatte 1964 eine Gebietsfläche von 7,493 km². Im Zuge der Gebietsreform in Bayern wurde diese am 1. Januar 1977 nach Schillingsfürst eingemeindet.

### Baudenkmäler
- Evangelisch-Lutherische Tochterkirche St. Sixtus, Chorturmkirche, Umfassungsmauern wohl um 1245, Umbauten 14./15. Jahrhundert; mit Ausstattung; Friedhof, im Kern mittelalterliche Umfassungsmauer, mit Grabsteinen.[13]
- Haus Nr. 17: Gasthaus zum grünen Baum, zweigeschossiger Bau, Putzgliederungen, 1834.[13]

### Bodendenkmäler
In der Gemarkung Faulenberg gibt es neun Bodendenkmäler, darunter zwei mittelalterliche Burgställe. Ein Burgstall befindet sich unmittelbar südlich des Ortes zwischen zwei Bachtälern in der Flur Roter Berg (Burgstall Faulenberg), ein weiterer liegt im Nordteil der Gemarkung auf dem Teufelsstein in 504 Metern Höhe (Burgstall Teufelsstein).

### Einwohnerentwicklung
Gemeinde Faulenberg
| Jahr      | 1818  | 1840   | 1852   | 1855   | 1861   | 1867   | 1871   | 1875   | 1880   | 1885   | 1890   | 1895   | 1900   | 1905   | 1910   | 1919   | 1925   | 1933   | 1939   | 1946   | 1950   | 1952   | 1961   | 1970   |
| Einwohner | 197   | 217    | 239    | 243    | 254    | 229    | 227    | 243    | 241    | 228    | 231    | 220    | 218    | 217    | 210    | 222    | 223    | 200    | 171    | 252    | 228    | 209    | 186    | 186    |
| Häuser    | 39    | 43     |        |        |        |        | 43     |        |        | 42     | 41     |        | 44     |        |        |        | 41     |        |        |        | 43     |        | 42     |        |
| Quelle    | [ 8 ] | [ 15 ] | [ 16 ] | [ 16 ] | [ 17 ] | [ 18 ] | [ 19 ] | [ 20 ] | [ 21 ] | [ 22 ] | [ 23 ] | [ 16 ] | [ 24 ] | [ 16 ] | [ 25 ] | [ 16 ] | [ 26 ] | [ 16 ] | [ 16 ] | [ 16 ] | [ 27 ] | [ 16 ] | [ 10 ] | [ 28 ] |

Ort Faulenberg
| Jahr      | 001818 | 001840 | 001861 | 001871 | 001885 | 001900 | 001925 | 001950 | 001961 | 001970 | 001987 |
| Einwohner | 79     | 93     | 123    | 110    | 104    | 98     | 98     | 96     | 75     | 79     | 73     |
| Häuser    | 18     | 20     |        |        | 19     | 21     | 19     | 18     | 19     |        | 20     |
| Quelle    | [ 8 ]  | [ 15 ] | [ 17 ] | [ 19 ] | [ 22 ] | [ 24 ] | [ 26 ] | [ 27 ] | [ 10 ] | [ 28 ] | [ 1 ]  |

## Religion
Der Ort ist seit der Reformation evangelisch-lutherisch geprägt und bis heute nach St. Bartholomäus (Diebach) gepfarrt. Die Einwohner römisch-katholischer Konfession sind nach St. Laurentius (Bellershausen) gepfarrt.